# Centro para Mídia Cívica do MIT
O Centro para Mídia Cívica do MIT (em inglês, MIT Center for Civic Media) é um centro do Instituto de Tecnologia de Massachusetts. Esse centro trabalha com várias comunidades para criar e desenvolver ferramentas e práticas de mídia cívica. 

## História
O centro começou com a proposta para criar uma ponte entre dois dos programas já estabelecidos no MIT, o MIT Media Lab, conhecido por inventar futuros técnicos alternativos, e o MIT Comparative Media Studies/Writing program, focado em identificar o potencial cultural e social das mudanças da mídia. O projeto foi chamado de Center for Future Civic Media (C4FCM) e a proposta ganhou a competição Knight News Challenge, que faz uma doação (grant em inglês) para ideias e projetos para engajar comunidades, recebendo um financiamento de cerca de $10.000,000 desde 2007. 
Os fundadores que propuseram o centro foram Christopher Csikszentmihályi, Mitchel Resnick e Henry Jenkins. Henry era o diretor do MIT Comparative Media Studies Program. Mitchel era  professor do MIT Media Lab na área de pesquisas de tecnologias para ajudar pessoas com novos meios de aprendizado, especialmente crianças. E Chris, professor do Media Arts and Science, dirigia o grupo de pesquisas de cultura computacional, que cria formas únicas de tecnologia para aplicação cultural. Pouco tempo após a criação, Ellen Hume foi anunciada como a nova diretora de pesquisas do centro em janeiro de 2008.  Chris então foi nomeado como diretor do Centro em 2009.
Em Junho de 2011, Ethan Zuckerman foi anunciado como o novo diretor do centro. O anúncio foi feito na anual Conferência de Mídia Cívica, organizada pela Fundação John S. e James L. Knight. Zuckerman já era um companheiro de longa data no Centro Berkman para Internet e Sociedade da Universidade de Harvard. Ele já tinha história com projetos sociais, sendo cofundador, em 2000, do Geekcorps, um grupo voluntário de tecnologia sem fins lucrativos, e em 2004 do projeto Globlal Voices, uma plataforma de mídia global para cidadãos com voluntários em mais de 100 países.
Outros investimentos que o centro recebeu:
- Bulova-Stetson Foundation: $5,000 em 2012
- Ford Foundation: $550,000 desde 2013
- Open Society Foundations: $600,000 desde 2013

## Objetivo
O Centro para Mídia Cívica tem como principal objetivo de criar tecnologias que melhorem o engajamento cívico da população. 
Em inglês:

We are inventors of new technologies that support and foster civic media and political action, we are a hub for the study of these technologies, and we coordinate community-based design processes locally in the Boston area, across the United States, and around the world.

Em português (tradução livre): 

Nós somos inventores de novas tecnologias que ajudam e criam mídia cívica e ação política. Nós somos um centro para o estudo dessas tecnologias e nós coordenamos processos de design baseados na comunidade localmente na região de Boston, nos Estados Unidos e em todo o mundo.

## Mídia Cívica
Mídia Cívica é qualquer forma de comunicação ou ação que fortalece a ligação do cidadão com a sociedade ou cria um forte senso de engajamento cívico. Mídia cívica não é apenas coletar informação e fazer denúncias, mas também qualquer forma de ação para uma sociedade melhor.
Pesquisadores e estudantes do MIT tem experimentado com várias novas técnicas de mídia cívica. Essas novas técnicas tentam usar tecnologia para ajudar nas ações cívicas das pessoas, na forma de aplicativos de mensagem de texto para telefones celulares que possibilitam participação instantânea em decisões e ações do dia-a-dia e até mesmo tecnologias para ajudar a organizar protestos ou greves contra situações que os cidadãos estão descontentes. O centro amplifica o desenvolvimento desse tipo de tecnologia que fortalece comunidades, enquanto também serve para gerar currículos e softwares de código aberto para ação cívica. 
Mídia cívica também tem uma grande influência na política, e transformar conhecimento cívico em ação cívica é parte fundamental da democracia. Assim como no jornalismo investigativo, mídia cívica pode focar em conhecimentos e detalhes sobre líderes e instituições que abusam da confiança da população, seja não cumprindo promessas feitas ou cometendo atos de corrupção. Ajudando as pessoas fornecendo habilidades e recursos necessários para processar a informação existente sobre a situação, a mídia cívica garante a diversidade de opiniões e o respeito necessário para uma democracia saudável.

## Proposta
A proposta que ganhou um investimento da Fundação Knight está em um documento que contém as informações do Centro para Mídia Cívica (antigo Centro para Futura Mídia Cívica ou C4FCM) e suas ideias. O C4FCM teria foco em novos sistemas técnicos e sociais que permitem comunidades geográficas compartilharem, priorizarem, organizarem e agirem sobre informação. O documento final está disponível no próprio site do centro.
Os objetivos e os benéficios da proposta do centro são:
1. Desenvolver novas técnicas para ajudar e criar jornalismo cívico
  - Software e ferramentas de nova geração para coletar, editar e exibir notícias comunitárias
  - Ferramentas de notícias baseadas em dispositivos, alavancando a ubiquidade dos telefones celulares, câmeras e dispositivos de música
  - Novos meios de mapear debates em comunidades online
  - Ferramentas para ajudar pessoas a graficamente representar visualizar e mudar a sua comunidade, tanto online quanto em espaço público
  - Ferramentas para os cidadãos coletarem e compartilharem informações sobre seu governo e seus líderes
  - Protocolos de baixo nível, uma nova internet em escala de comunidades
2. Servir como um centro internacional para estudo e discussão de mídia cívica
  - Programa Companheiros para cidadãos jornalistas
  - Séries sobre mídia cívica e jornalismo cidadão
  - Oficinas de verão para jornalistas e representantes de comunidades
  - Todos os eventos públicos amplamente divulgados e uma variedade de canais e formatos para audiência de todo o mundo
  - Currículos publicados e abertos
3. Organizar bancos de teste comunitários
  - Construir a partir de trabalhos passados novos modelos de interação entre membros das comunidades
  - Criar iniciativas de mídia cívica em instituições locais como centros comunitários, paradas de ônibus, e praças que encorajem uma cultura participativa
  - Trabalhar diretamente com escolas para repensar a natureza do jornalismo estudantil
  - Iniciativas comunitárias (para todas as idades) em Lawrence, Massachusetts
  - Plataforma de desenvolvimento tecnológico em toda a cidade de Cambridge, Massachusetts
  - Potencial para tentar a iniciativa Um Laptop por Criança na Nigéria, Brasil, Líbia e outros países
  - Coletar melhores práticas, princípios e técnicas para o uso de mídia e disseminá-los
  - Engajar jornalistas locais e cidadãos em novas formas e aplicações de mídia cívica

## Projetos
O centro investe bastante em pesquisas e projetos que podem ser usados na prática. Esses projetos normalmente tomam forma de sites e aplicativos para telefones celulares, já que são de fácil acesso para a maioria da população, e focam em melhorar a atuação do cidadão na sociedade, fornecendo ferramentas e informações sobre seu país ou uma forma de se expressar e comunicar com outras pessoas sobre o assunto. Além dos Estados Unidos, o centro cria ferramentas que ajudam países do mundo inteiro como Brasil, México e Ucrânia. 
Alguns dos projetos do centro que tiveram sucesso:

Media Cloud Brasil
É um sistema que facilita a análise de conteúdo de notícias na internet. Foi desenvolvido pelo Centro Berkman para Internet e Sociedade da Universidade de Harvard. Media Cloud já consegue analisar conteúdo em inglês e russo. O projeto tem trabalhado para conseguir suporte para conteúdo em português. O programa pretende analisar debates online sobre os tópicos mais controversos e sobre política do Marco Civil da Internet, principalmente sobre a neutralidade da rede e reforma de direitos autorais. Para o futuro, o projeto quer conseguir comparar diferentes mídias de diferentes lugares do mundo.

Promise Tracker
Promise Tracker é um aplicativo para coleta de dados que possibilita que comunidades coletem informação sobre problemas que eles consideram importantes e monitorem o governo local. Por uma plataforma web, as pessoas podem verificar dados e cobrar instituições, o governo ou até companheiros da comunidade. No momento, o projeto está em ação no Brasil e nos Estados Unidos, e tentando integrar sensores para a coleta de vários tipos de informação sobre o ambiente.

Grassroots Mapping
Grassroots Mapping é uma série de projetos de mapeamento envolvendo comunidades que se encontram em regiões disputadas. Ajuda os cidadãos a usar balões e outros utensílios baratos para produzir imagens no ar. Essas imagens aéreas podem ser usadas no lugar de tradicionais imagens de satélites. O projeto já foi usado para mapear o vazamento de óleo no Golfo do México para ajudar os pescadores em ações legais, e também foi usado em Lima, no Peru, ajudando residentes a identificar e ganhar posse de suas terras em disputas de propriedade.

Grassroots Mobile Power
Esse projeto quer ajudar pessoas em lugares onde eletricidade é escarça a vender e distribuir energia para seus vizinhos. O protótipo é um hardware que pode ser conectado a um gerador a diesel ou outra fonte de energia, distribui para pontos de venda, e as pessoas podem comprar energia com pagamentos via celular.

Action Path
Action Path é um aplicativo para smartphones Android que coleta informações dos cidadãos de um modo que crie aprendizado cívico através de política prática. O aplicativo tenta resolver o problema de que a tradicional ação cívica está ligada a eventos que ocorrem em horas inoportunas e acontecem fisicamente, fornecendo oportunidade de engajamento cívico atravez do seu smartphone a partir da localização e em momentos da sua rotina no dia-a-dia.

## Cursos
Os dois parceiros do Centro para Mídia Cívica, MIT Comparative Media Studies/Writing e o Media Lab desenvolveram programas inéditos para alunos de graduação e pós-graduação da universidade do MIT com foco em mídia cívica. O objetivo é atrair mais pessoas interessados no assunto para aumentar o número de projetos e pesquisas do centro. Os cursos que focam em mídia cívica são:
- Notícias e Mídia Participativa: Estuda as novidades como um desafio de engenharia nos recentes, constantes e rápidos meios em que a informação é transmitida. O curso também tenta mostrar aos alunos como descobrimos quais eventos estão acontecendo em diferentes partes do mundo e como podemos explicar a importância desses eventos para os leitores e telespectadores. Os alunos têm que desenvolver novas ferramentas para reportagem e transmissão de informação, baseado nos sistemas que os jornalistas usam, procurando melhorá-los.

- Introdução à Mídia Cívica: Um curso introdutório a mídia cívica para despertar interesse nos alunos. Examina a mídia cívica em perspectivas históricas, comparativas e transicional. Introduz várias ferramentas teóricas, estratégias de pesquisa e métodos de design. Estudantes são introduzidos aos conceitos de mídia cívica, jornalismo cidadão, ativismo, justiça através da mídia

- Movimentos Sociais na Rede: Mídia e Mobilização: Mostra uma visão geral de movimentos sociais, com ênfase na relação entre eles e a mídia. Explora vários métodos de investigação de movimentos sociais, incluindo análise de texto e mídia, pesquisas, entrevistas, grupos de foco, observação e pesquisa.

- Mídia Cívica: Collaborative Design Studio: Estúdio baseado em projetos focando em design colaborativo da mídia física fornece uma chance para estudantes trabalharem com organizações comunitárias. Equipes multidisciplinares criam projetos baseados em necessidades reais de comunidades.

- Televisão Social: Criando Novas Experiências de Mídia Conectadas: Examina a distribuição da televisão e como a tecnologia digital está mudando o modo que a televisão se encaixa na sociedade.

- Tópicos Especiais: Projetos Centrados em Dados: É um curso orientado a projetos para estudantes trabalhando em projetos que envolvem o uso de dados, pequenos ou grandes. O curso foca na criação de ferramentas e narrativas que ajudarão a melhorar nossa compreensão do mundo.

## Parceria no Brasil
O Centro para Mídia Cívica do MIT desenvolve em conjunto com cidades brasileiras o Monitorando a Cidade, uma ferramenta de engajamento cívico que ajuda grupos comunitários a identificar as questões de maior prioridade para seus membros. Durante a primeira fase do Monitorando a Cidade, o centro desenvolveu e testou colaborativamente o programa em parceria com a Nossa São Paulo e diversas organizações da rede Brasileira de Cidades Sustentáveis, contanto com o apoio do Colaboratório de Desenvolvimento e Participação da USP desde 2015.
Para a segunda fase do projeto, o Centro para Mídia Cívica do MIT formou uma parceria com a Humanitas360 (H360), uma organização sem fins lucrativos dedicada à criação de um ambiente cívico centrado no cidadão para promover mudanças na América Latina. Essa fase tem como foco entender e mapear como cidadãos utilizam a metodologia e o aplicativo para trazer mudanças reais para suas cidades. Para lançar a segunda fase, a H360 organizou um evento no Cubo em São Paulo e os convidados tiveram a oportunidade de participar de um debate sobre como novas tecnologias cívicas estão fortalecendo a participação cidadã no Brasil e no exterior. Além do apoio da H360, o centro também conta com o suporte técnico da Stefanini para aperfeiçoar e manter a plataforma digital do Monitorando a Cidade. Outros parceiros incluem: Observatório Cidadão do Instituto Ilhabela Sustentável, Observatório Social de Belém e o Instituto PDR.

## Ver Também
- Instituto de Tecnologia de Massachusetts
- MIT Media Lab
- Civic Media Center (em inglês)